# عرب العرامشه
عرب العرامشة هي قرية على الحدود الفلسطينيّة اللبنانية. وهي قرية بدويّة وأصولهم من العراق ولبنان وسوريا. لم تكن عرب العرامشة في الأصل موجودة، فكان سكّانها يعيشون في ادمث وجردية والنّواجير. وعرب العرامشة بلدة شجاعة فتحمِل قصصًا جميلة ومُمتعة. ومن ضمن هذه القصص قصّة «البطل الشجاع» الّذي قتل النّمر وهو آخر نمور البصّة الّتي تسمّى اليوم «شلومي». أقرب بلدة على عرب العرامشة هي البلدة اللبنانية «ظهَيرة» وتفصل بينهم الحدود اللبنانيّة-الإسرائيليّة، لهذا يسمع عرب العرامشة آذان مسجد بلدة ظهيرة والبائعون كما ويسمعوا هُم آذان مسجد قرية عرب العرامشة.
ما زالت عرب العرامشة تعيش على المواشي والزّراعة ولا زالت بيوت عرب العرامشة القديمة قائمة في ادمث ولكن في جردية والنّواجير تهدمت. لكن بقيت بعض الآثار الّتي تذكرنا بتاريخ القرية. في عرب العرامشة يوجد مدرسة واحدة ابتدائية فقط. ولهذا ينزل أولاد المدارس الاعداديّة والثانويّة إلى قرية الشّيخ دنّون للتّعلم في مدرسة السّلام الشاملة.